# Jean Debourges
Pour les articles homonymes, voir Debourges.
Jean Debourges, né le 10 février 1747 à Boussac (Creuse), mort le 5 juillet 1825, est un homme politique français.

## Biographie
Avocat dans son pays natal lors du déclenchement de la Révolution, il est juge au tribunal de district et président de l'administration de la Creuse, puis député de ce département à la Convention nationale le 5 septembre 1792.
Siégeant parmi les modérés, il vote en faveur de l'appel au peuple et ne se prononce pas sur la peine à infliger lors du procès de Louis XVI. Hostile aux pétitionnaires du faubourg Saint-Antoine le 1er mai 1793, il s'oppose à la fixation d'un maximum sur les denrées de première nécessité. Membre du comité des travaux publics, il se tient à l'écart du débat politique sous la Terreur, avant de s'engager en faveur de la réaction thermidorienne.
Élu député de la Creuse au Conseil des Anciens le 23 vendémiaire an IV, il vote en faveur du droit de radiation des émigrés par le Directoire et contre l'impression du discours de Portalis, qui voulait accorder ce droit aux Conseils. Auteur de divers rapports, il est élu secrétaire de l'assemblée le 1er frimaire an V (21 novembre 1796), avant de quitter le Conseil en l'an VI (20 mai 1798).
Après le coup d'État du 18 brumaire, il est nommé président du tribunal de Chambon-sur-Voueize le 18 floréal an VIII, fonctions qu'il occupe jusqu'à son élection à la Chambre des députés par l'arrondissement de Boussac, le 10 mai 1815, pendant les Cent-Jours.
Il abandonne la vie publique lors de la Seconde Restauration.

## Sources
- « Jean Debourges », dans Adolphe Robert et Gaston Cougny, Dictionnaire des parlementaires français, Edgar Bourloton, 1889-1891 [détail de l’édition], de Debelleyme à Defermon des Chapelières, p. 281 à 290
- Eugène Ernest Desplaces, Joseph Francois Michaud, Louis Gabriel Michaud, Biographie universelle ancienne et moderne, Paris, Firmin Didot frères, 1852, tome 10, p. 240-241